# Tortilla-Chips

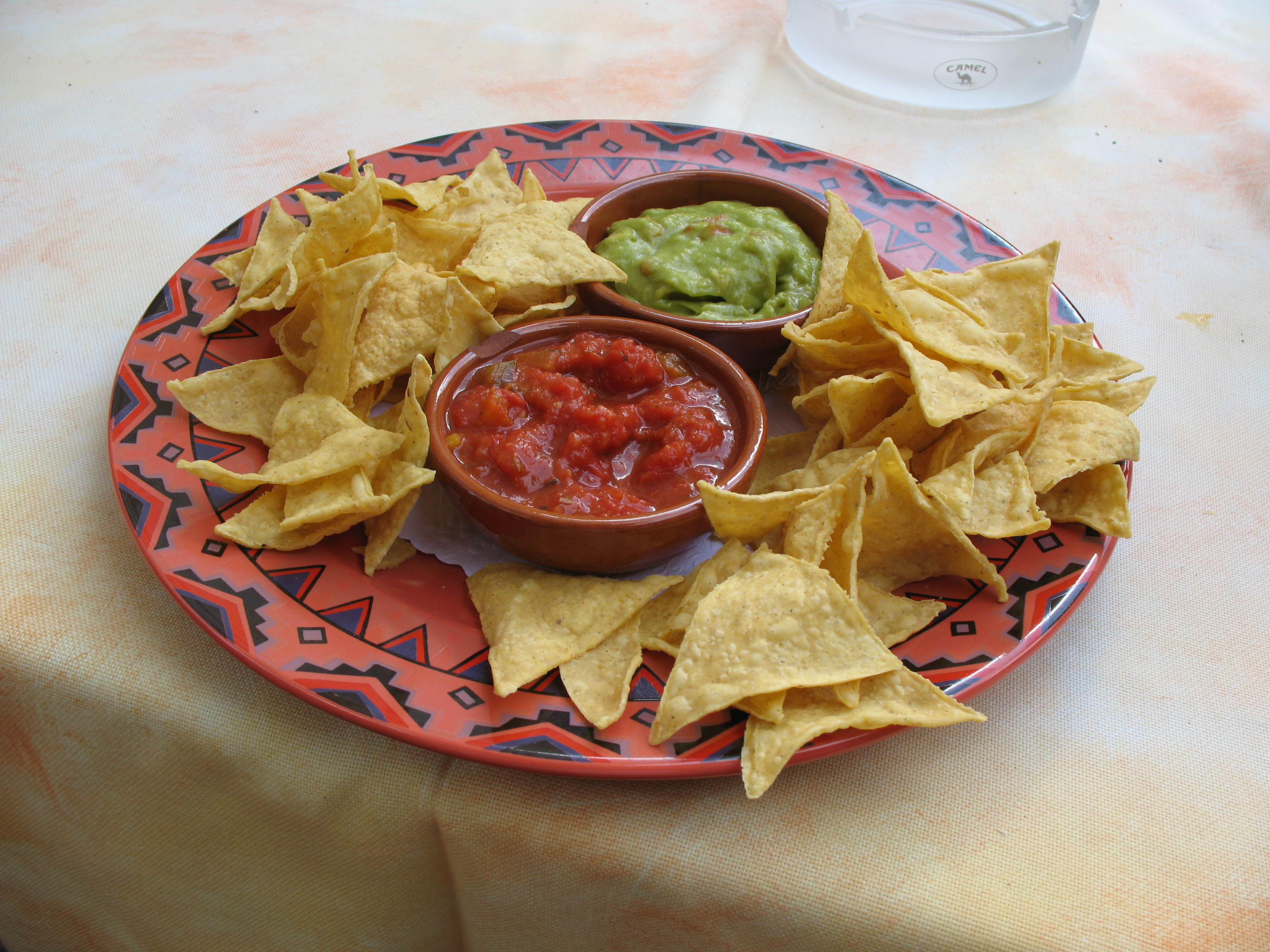
Tortilla-Chips mit Guacamole und Salsa-Dip

Tortilla-Chips, auch Mais-Chips genannt, sind ein kleines, meist dreieckig geformtes Maismehl-Salzgebäck. Tortilla-Chips werden aus Tortillas hergestellt. Diese werden dazu in Dreiecke zerschnitten und anschließend frittiert. Im Ursprungsland Mexiko kennt man sie unter der Bezeichnung Totopos.
Die industriell gefertigten, aus den USA stammenden Tortilla-Chips gibt es mittlerweile auch in Mexiko. Werden Tortilla-Chips mit Käse übergossen oder überbacken, nennt man sie Nachos.

## Geschichte
1943 erfand Ignacio Anaya Garcia die Nachos, die damit die ersten in Dreiecke geschnittenen frittierten Tortillas und somit auch der Ursprung des Tortilla-Chips sind.
Populär wurden die Tortilla-Chips unter anderem durch Rebecca Carranza, deren Familie in den späten 1940ern eine Tortilla-Fabrik besaß. Damit die Tortillas mit Herstellungsfehlern nicht entsorgt werden mussten, nahm sie diese mit nach Hause, um sie in Dreiecke zu schneiden und zu frittieren. Da diese Chips ein großer Erfolg bei den Gästen auf ihrer Party wurden, begann sie, sie zu verkaufen. In den 1960ern waren die Tortilla-Chips das Hauptgeschäft der Fabrik.